# The Decemberists
The Decemberists ist eine US-amerikanische Indie-Folk-Band aus Portland, Oregon, deren Name sich auf die Dekabristen und die Stimmung bezieht, die im Dezember herrscht. Ihre erste EP 5 Songs veröffentlichten sie 2001. Die Band hat bis heute neun Studioalben veröffentlicht, deren Texte sich oft auf historische Begebenheiten und Folklore beziehen.
Im Jahr 2011 wurde der Titel Down by the Water aus ihrem Album The King Is Dead bei den Grammy Awards 2012 als bester Rocksong und beste Rock-Darbietung nominiert.

## Geschichte

### 2000: Gründung
The Decemberists gründeten sich im Jahr 2000 unter dem Namen The December Brides, nachdem Colin Meloy die Band Tarkio aus Missoula (Montana) verließ und nach Portland (Oregon) zog. In Portland lernte er Nate Query kennen, der ihn mit Jenny Conlee bekannt machte (Conlee und Query spielten vorher zusammen in einer Band). Zusammen schrieben sie die Musik zu einem Stummfilm. Zuvor traf Meloy bei einem seiner Soloauftritte Chris Funk. Funk war ein Fan von Tarkio und spielte auf den ersten beiden Decemberists-Platten als Gastmusiker die Pedal-Steel-Gitarre. Erst mit der dritten Veröffentlichung wurde Funk offizielles Mitglied. Der erste Schlagzeuger der Band Ezra Holbrook wurde nach Castaways and Cutouts von Rachel Blumberg ersetzt. 2001 veröffentlichte die Band ihr erstes Album 5 Songs selber. An dem Tag vor den Studioaufnahmen spielte die Band mehrere Stunden in einem McMenamins-Hotel um genug Geld für die Produktion zu verdienen. Diese Aufnahmen dienten als erstes Demo-Tape und die fünf Lieder darauf wurden in unter zwei Stunden aufgenommen.

### 2003–2005: Kill Rock Stars
Nach der Veröffentlichung ihres ersten kompletten Albums Castaways and Cutouts bei Hush Records, unterschrieb die Band beim Kill Rock Stars Label. Nach dem Re-Release von Castaways and Cutouts erschien 2003 Her Majesty the Decemberists. 2004 wurde The Tain veröffentlicht, ein 18,5 Minuten langer Song basierend auf der irischen Mythe Táin Bó Cuailnge. Das letzte Album bei Kill Rock Stars, Picaresque, wurde in einer Kirche aufgenommen und erschien am 25. März 2005.
Im März 2005 veröffentlichten The Decemberists das selbst produzierte Musikvideo zu Sixteen Military Wives über BitTorrent, was zuvor noch keine Band getan hatte. Im selben Monat wurde der Band ihr Fahrzeug mitsamt Merchandise-Artikeln und Ausrüstung gestohlen. Auf der Website der Band wurde eine Spendenaktion gestartet. Zudem gab es mehrere eBay-Auktionen, bei denen CDs von Colin Meloy Sings Morrissey und Zeichnungen von Carson Ellis verkauft wurden. Andere Künstler wie Lea Krueger, The Shins oder The Dandy Warhols unterstützten die Band ebenso wie die Martin Guitar Company, die Instrumente als langfristiges Darlehen offerierte. Anfang April wurde das gestohlene Fahrzeug zwar gefunden, aber die Ausrüstung im Wert von 40.000 US-Dollar blieb verschollen.

### 2005: Capitol Records
Am 12. Dezember 2005 gab Colin Meloy gegenüber Pitchfork bekannt, dass die Band beim Major-Label Capitol Records unterschrieben hat und ein neues Album im April 2006 von Tucker Martine und Christopher Walla (Death Cab for Cutie) produziert wird. The Crane Wife erschien am 3. Oktober 2006. An diesem Tag traten The Decemberists bei Late Night with Conan O’Brien auf und spielten O Valencia!, die erste Single des Albums. Die dazugehörige Tour (The Rout of the Patagons Tour) startete am 17. Oktober 2006 in der Heimatstadt der Band Portland, Oregon im Crystal Ballroom. Die Vorgruppe war Lavender Diamond (gegen Ende der Tour Alasdair Roberts). Die Hörer des National Public Radio wählten The Crane Wife zum Album des Jahres 2006.

### 2006: Greenscreen Musikvideo
Ende November 2006 veranstaltete die Band einen Wettbewerb (Green Screen Challenge), bei dem deren Fans ein Musikvideo zum Song O Valencia! mithilfe von Greenscreen-Aufnahmen der Bandmitglieder erstellen sollten. Der US-amerikanische Komiker Stephen Colbert kritisierte dies, da es sich um ein Plagiat seiner Idee handele und rief sein Publikum auf, ihn ebenfalls in das Video einzubauen.

### 2007:A Bit of Grass-Stain Does Not a Ruined Pair of Jeans Make Tour
Im Juli 2007 gingen The Decemberist mit einem kompletten Orchester auf Tour, allerdings nur für fünf Termine. Am 7. Juli spielte die Band zusammen mit dem Los Angeles Philharmonic Orchester im historischen Hollywood Bowl. Außerdem gab es ein kostenloses Konzert im Millennium Park (Chicago) mit dem Grant Park Symphony Orchestra.
Am 6. Oktober 2007 sagten The Decemberists wegen der Krankheit eines Bandmitglieds die verbleibenden Termine ihrer Europatour ab. Am 1. November wurde ebenfalls die ausstehenden 28 Konzerte der Long and Short of It Tour abgesagt.

### 2008:Always the Bridesmaid

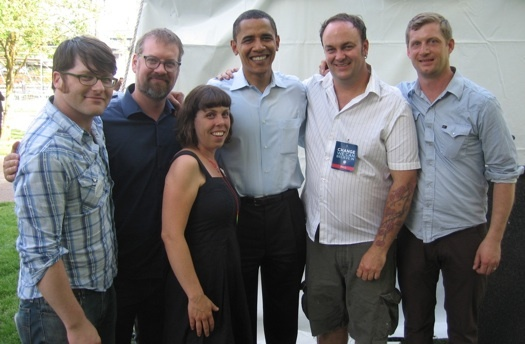
The Decemberists und Barack Obama (2008)

Die Band spielte am 18. Mai 2008 bei einer Wahlkampfveranstaltung von Barack Obama im Tom McCall Waterfront Park in Portland. Zwischen dem 14. Oktober und dem 2. Dezember 2008 erschien unter dem Namen Always the Bridesmaid eine dreiteilige 12"-Single Serie mit jeweils zwei neuen Songs. Ebenfalls gingen sie in dem Zeitraum auf eine kurze Tour und spielten einen Tag vor den US-Wahlen in der Late Night with Conan O’Brien Show.

### 2009:The Hazards of Love
Das Album The Hazards of Love erschien am 24. März 2009 bei Capitol Records. Eine Woche vorher, am 17. März, wurde das Album bei iTunes zum Download angeboten. Zuvor war es möglich The Rake’s Song kostenlos herunterzuladen. Während Meloys Solotour 2008 spielte er einige neue Songs des Albums. Produziert wurde The Hazards of Love von Tucker Martine.
In einem Post im Rolling Stone Blog „Rock 'n' Roll Daily“ gab die Band mehr Informationen zum neuen Album preis. Die Arbeit am Album begann damit, dass Meloy, der immer schon fasziniert war vom britischen Folk Revival der 1960er, eine Kopie von Anne Briggs EP The Hazards of Love (1966) hörte. Da es auf der EP keinen Song mit dem Albumtitel gibt, machte sich Meloy daran einen zu schreiben. Schnell stellte er jedoch fest, dass daraus etwas viel größeres wurde. The Hazards of Love handelt von Margaret, ihrem Liebhaber, dem Formwandler William, einer magischen Königin und einem kaltblütigen, lüsternen Wüstling, der sich in The Rake’s Song mit schauriger Erleichterung daran erinnert, wie er dazu gekommen ist „so einfach und frei“ zu leben. Becky Stark (Lavender Diamond) und Shara Nova (My Brightest Diamond) singen die beiden weiblichen Hauptrollen, während Jim James (My Morning Jacket), Robyn Hitchcock und Rebecca Gates (The Spinanes) in einigen Nebenrollen zu hören sind. Die Songs des Albums variieren von Charakter zu Charakter, so gibt es z. B. die ruhige Akkordeonballade Isn’t It a Lovely Night? aber auch das stark rocklastige Lied The Queen’s Rebuke/The Crossing.
Am 27. April spielten The Decemberists eine gekürzte Version des Songs The Wanting Comes in Waves/Repaid bei The Colbert Report. Am 19. Mai 2009 startete im Hollywood Palladium, Los Angeles die A Short Fazed Hovel Tour. Im ersten Teil eines Konzerts spielt die Band The Hazards of Love komplett am Stück. Im zweiten Teil spielen sie verschiedene Songs aus ihren Vorgängeralben.
Unter dem Titel Here Come the Waves: The Hazards of Love Visualized erschien am 1. Dezember ein animiertes Video des ganzen Albums, exklusiv bei iTunes.

### 2011:The King Is Dead
The Decemberists arbeiteten einen Großteil des Jahres 2010 an ihrem neuen Album. Am 4. September 2010 spielten sie zusammen mit Neko Case und Bob Dylan beim Bumbershoot Arts and Music Festival in Seattle. Dort präsentierten sie zum ersten Mal drei neue Songs. Das Album The King Is Dead erschien am 17. Januar 2011. Bei sieben Songs wirkte Gillian Welch, bei drei Peter Buck von R.E.M. mit. Zum ersten Mal schaffte es ein Album der Decemberists an die Spitze der US-Charts.
Die Band beabsichtigt, ein Musical zu schreiben. Regie soll Michael Mayer führen, der bereits mit Green Day das Broadway-Musical American Idiot umgesetzt hat. Laut Colin Meloy könnte das Stück von Minenarbeitern in Butte, Montana handeln.

### 2014–2015:What a Terrible World, What a Beautiful World
Nach einer längeren Kreativpause begann die Band im Jahr 2014 an einem neuen Album zu arbeiten. Dieses trägt den Namen What a Terrible World, What a Beautiful World und wurde am 20. Januar 2015 veröffentlicht. Make You Better, die erste Single des Albums, erschien am 7. November 2014.
Am 9. Oktober 2015 erschien die EP florasongs, welche fünf unveröffentlichte Lieder von dem Aufnahmen zu What a Terrible World, What a Beautiful World enthält.

### 2017: Offa Rex

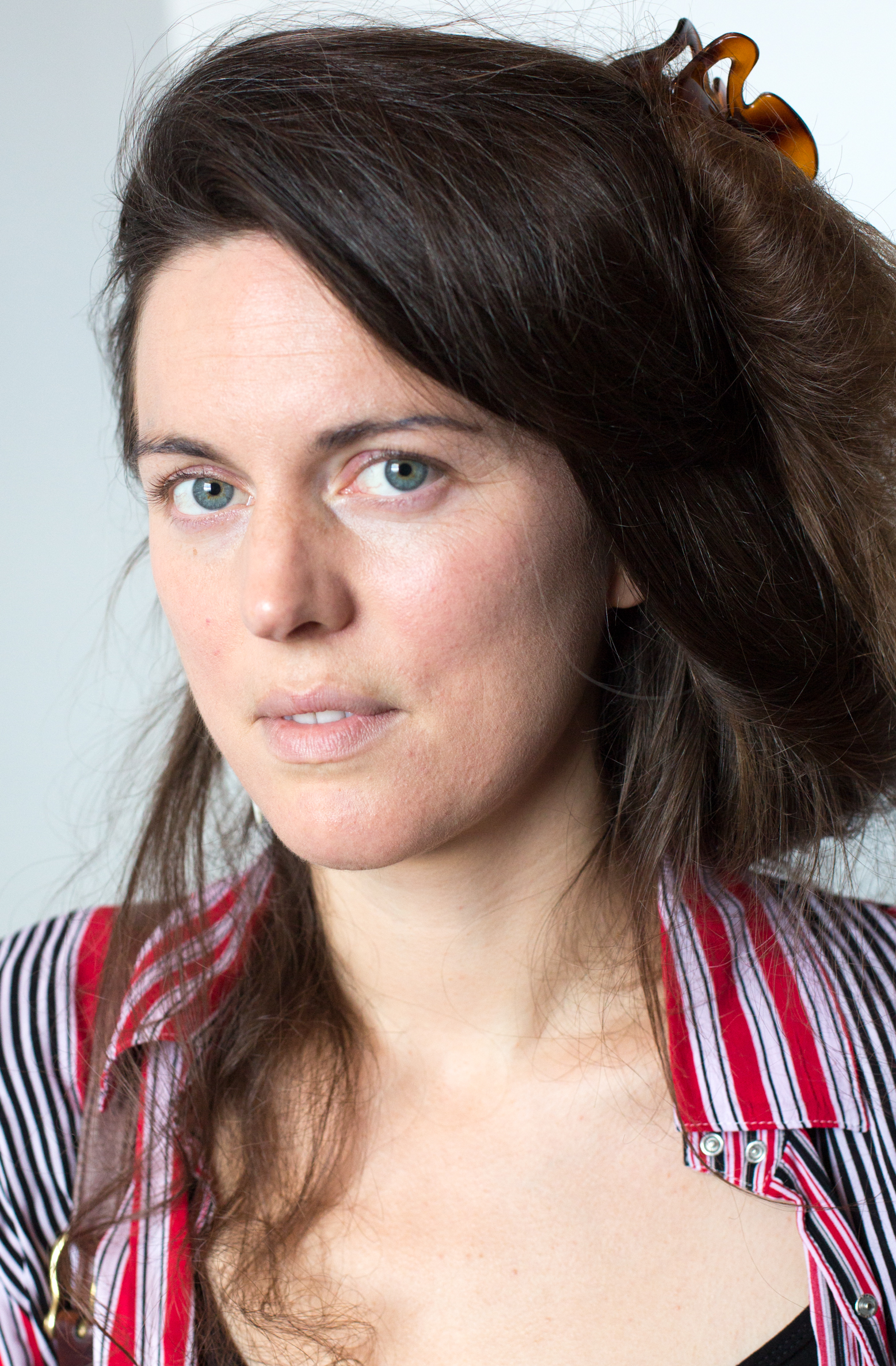
Olivia Chaney (2013)

Ein gemeinsames Album mit dem Titel The Queen of Hearts mit der britischen Folk-Sängerin Olivia Chaney wurde am 14. Juli 2017 unter dem Namen Offa Rex bei Nonesuch Records veröffentlicht. Das Album besteht hauptsächlich aus Coverversionen traditioneller und britischer Folk-Revival-Songs aus den 1970er Jahren.

### 2018:I’ll Be Your Girl
Im Januar 2018 gab die Band bekannt, dass ihr achtes Studioalbum mit dem Namen I’ll Be Your Girl am 16. März 2018 bei Capitol Records und Rough Trade (Europa) erscheinen soll. Das Album wurde im Herbst 2017 in Portland mit John Congleton aufgenommen. Das Albumcover stammt erneut von Carson Ellis. Die erste synthlastige Single Severed, die Elemente von „Elektropop und mitreißenden, aufwühlenden Rock“ beinhaltet, wurde am selben Tag wie die Bekanntgabe veröffentlicht, zusammen mit einem animierten Musikvideo.

### 2024:As It Ever Was, So It Will Be Again
Im September 2023 begann die Band mit den Arbeiten an ihrem neunten Studioalbum. Am 6. Februar 2024 veröffentlichte die Band die Single Burial Ground. Am 19. März erschien der Song Joan in the Garden und die Band kündigte das Album As It Ever Was, So It Will Be Again für den 14. Juni 2024 an.

## Stil

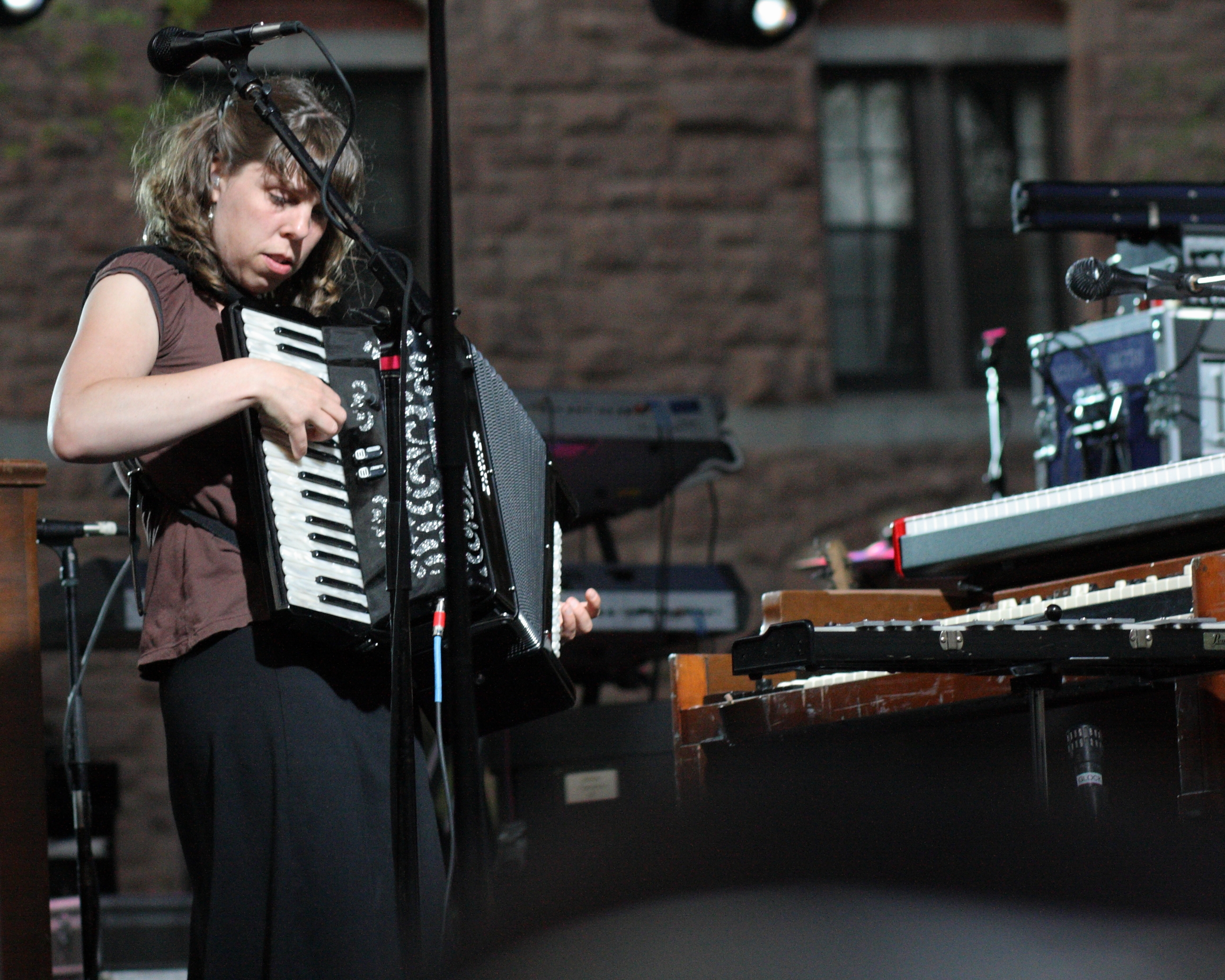
Jenny Conlee am Akkordeon (2009)

Die Lieder der Band reichen von Pop, über instrumentale Balladen bis hin zu druckvollem Rock. The Decemberists benutzen häufig Instrumente wie Akkordeon, Hammondorgel, Wurlitzer Electric Piano, und E-Kontrabass. Die Songtexte erzählen meist eher eine Geschichte, als einen Einblick in die Gefühlswelt der Band und vor allem des Leadgitarristen und Songwriter Colin Meloy zu geben. Gute Beispiele sind My Mother Was a Chinese Trapeze Artist von der ersten EP 5 Songs und The Mariner’s Revenge Song vom Album Picaresque. Die Geschichten der Songs sind zum Teil skurril (The Sporting Life), episch (The Tain) und dunkel (Odalisque). Zudem werden oft historische Ereignisse aus der ganzen Welt erzählt. Zu Beginn ihrer Karriere wurden sie deswegen von Kritikern mit Neutral Milk Hotel verglichen.

## Artwork
Fast alle Albencover und Artworks wurden von Colin Meloys Ehefrau Carson Ellis gezeichnet.

## Mitglieder

### Aktuell
- Colin Meloy (Gesang, Songwriter, Gitarre)
- Chris Funk (Gitarre, Multiinstrumentalist)
- Jenny Conlee-Drizos (Hammondorgel, Akkordeon, Melodica, Klavier, Keyboards)
- Nate Query (E-Bass, Kontrabass) – außer Her Majesty the Decemberists und Billy Liar
- John Moen (Schlagzeug, Begleitgesang, Melodica) – The Crane Wife und The Hazards of Love

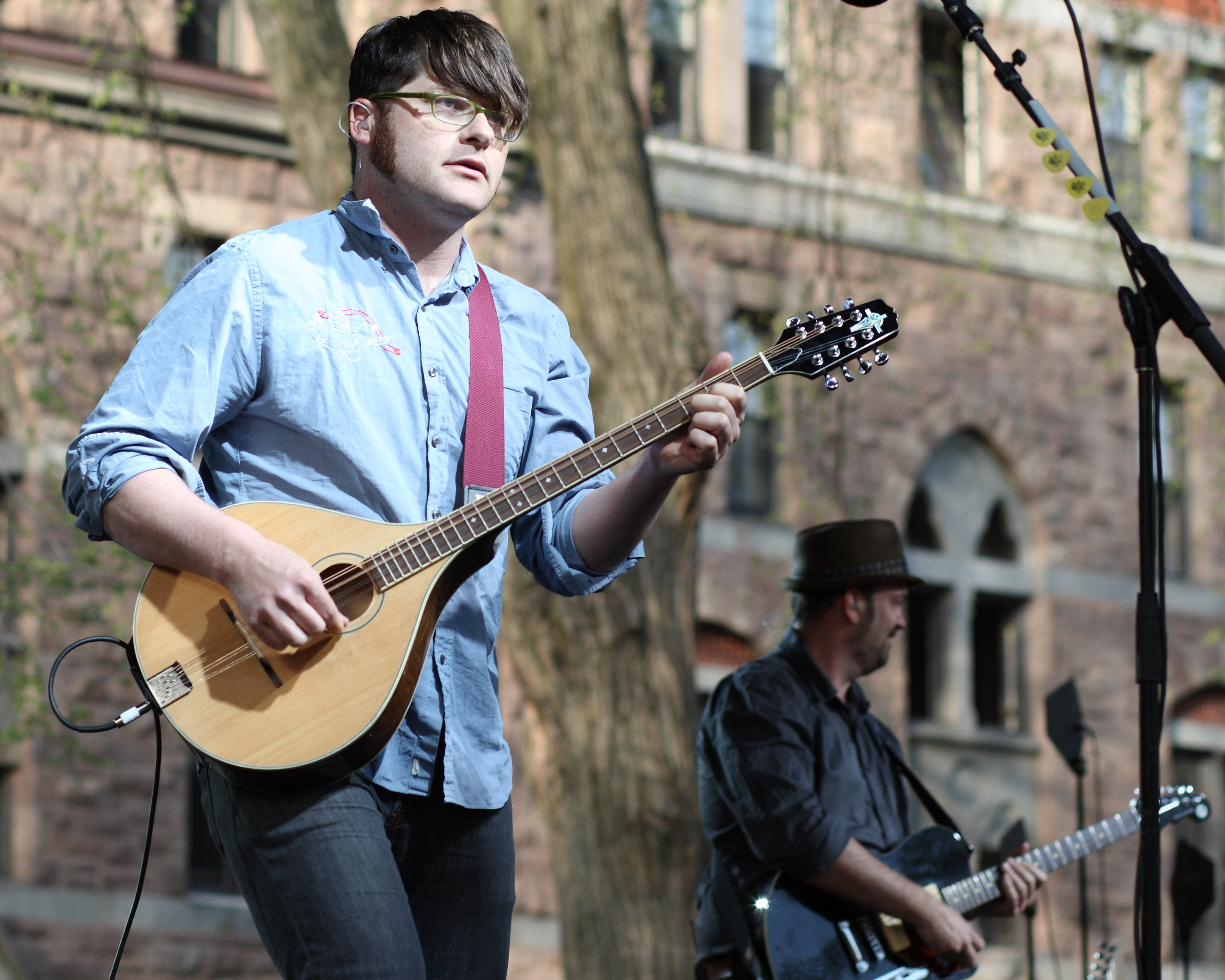
Colin Meloy
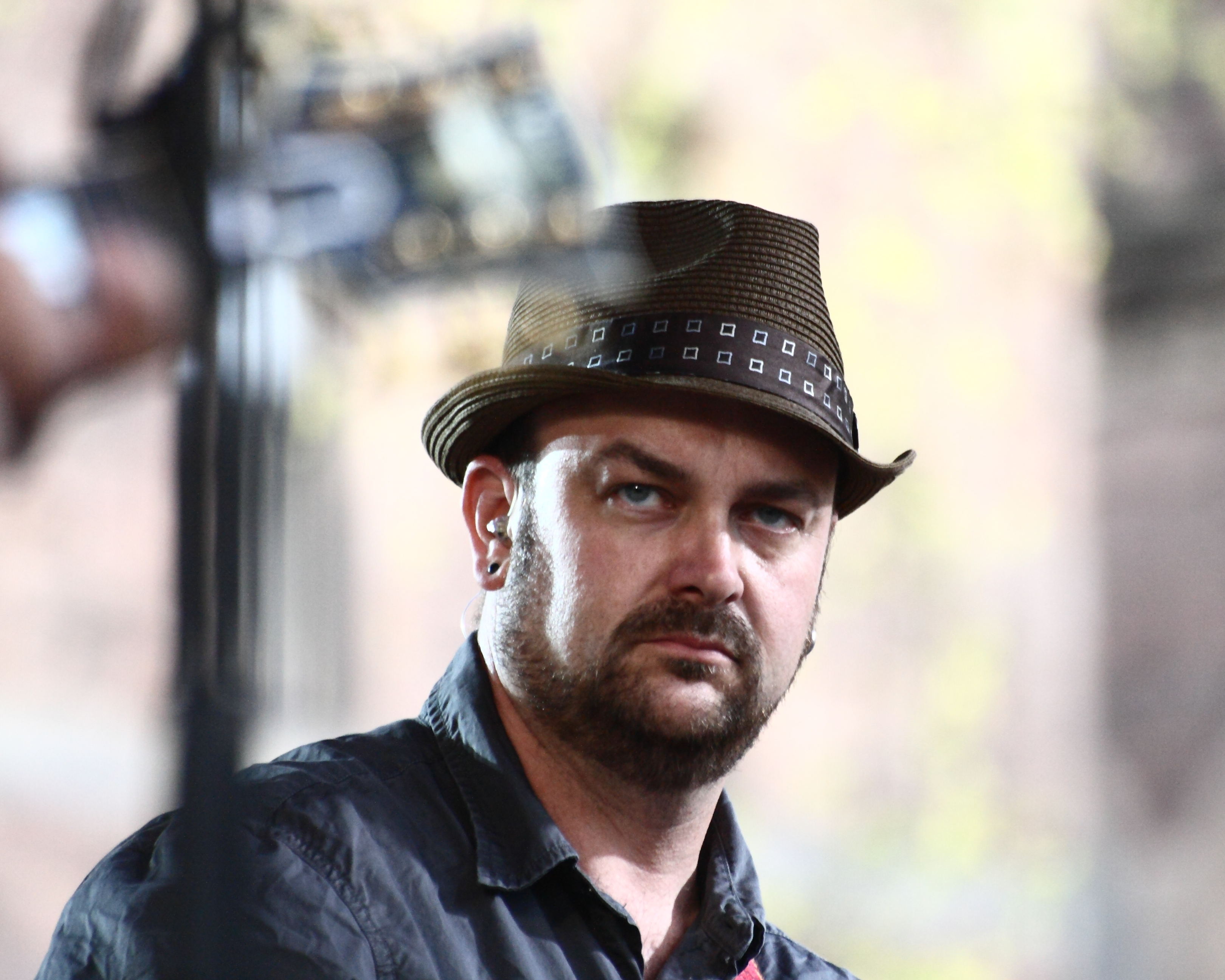
Chris Funk
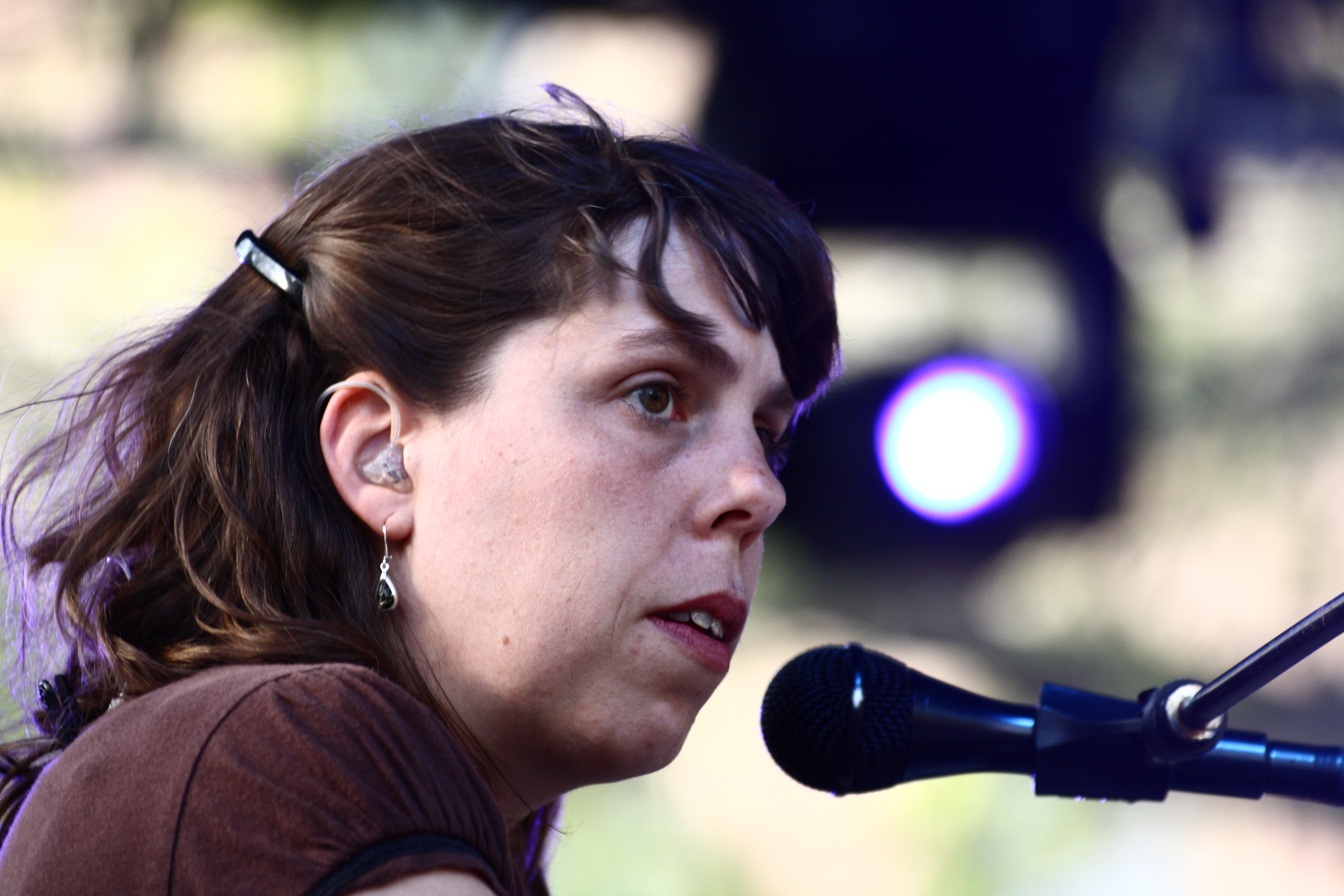
Jenny Conlee-Drizos
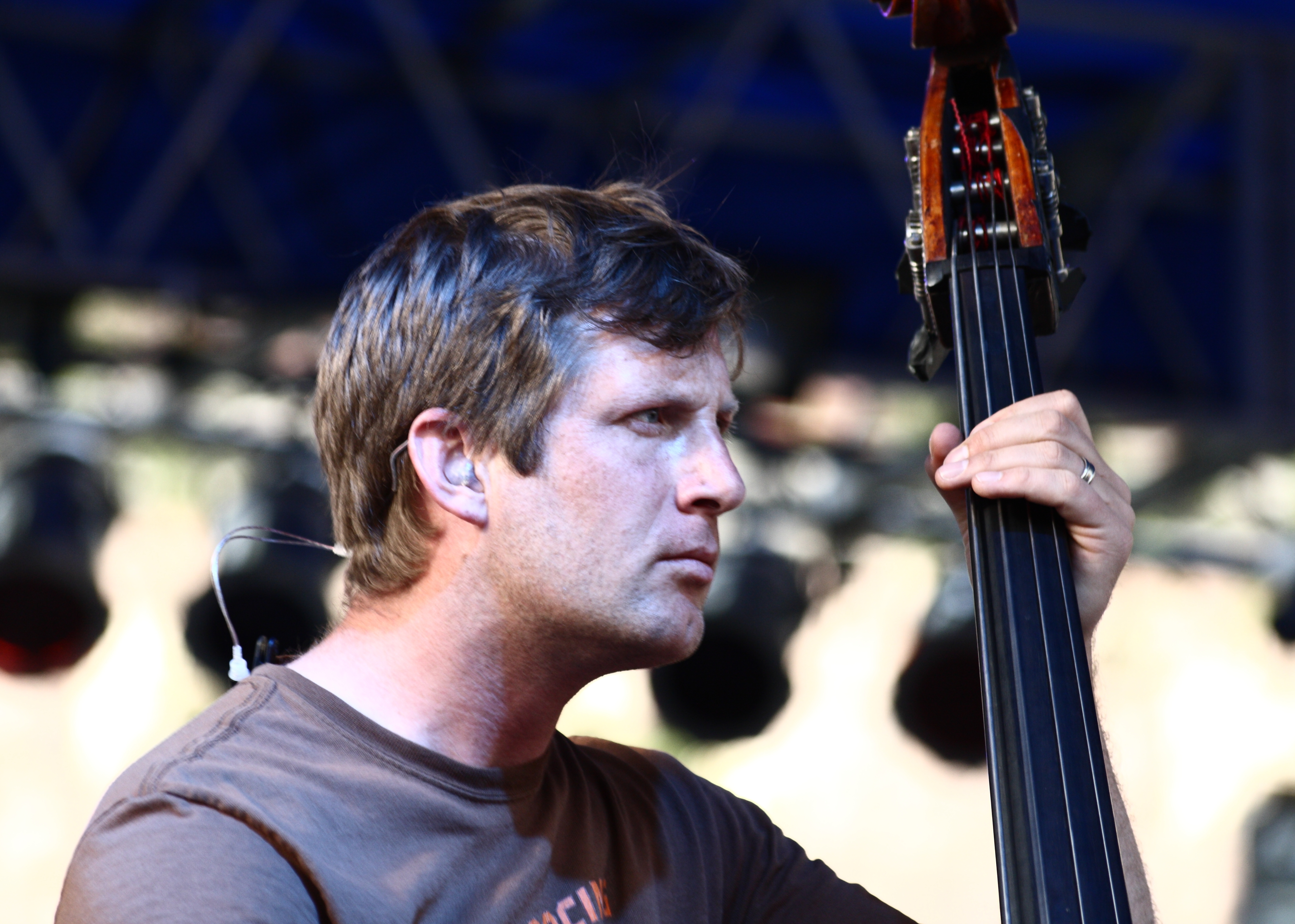
Nate Query
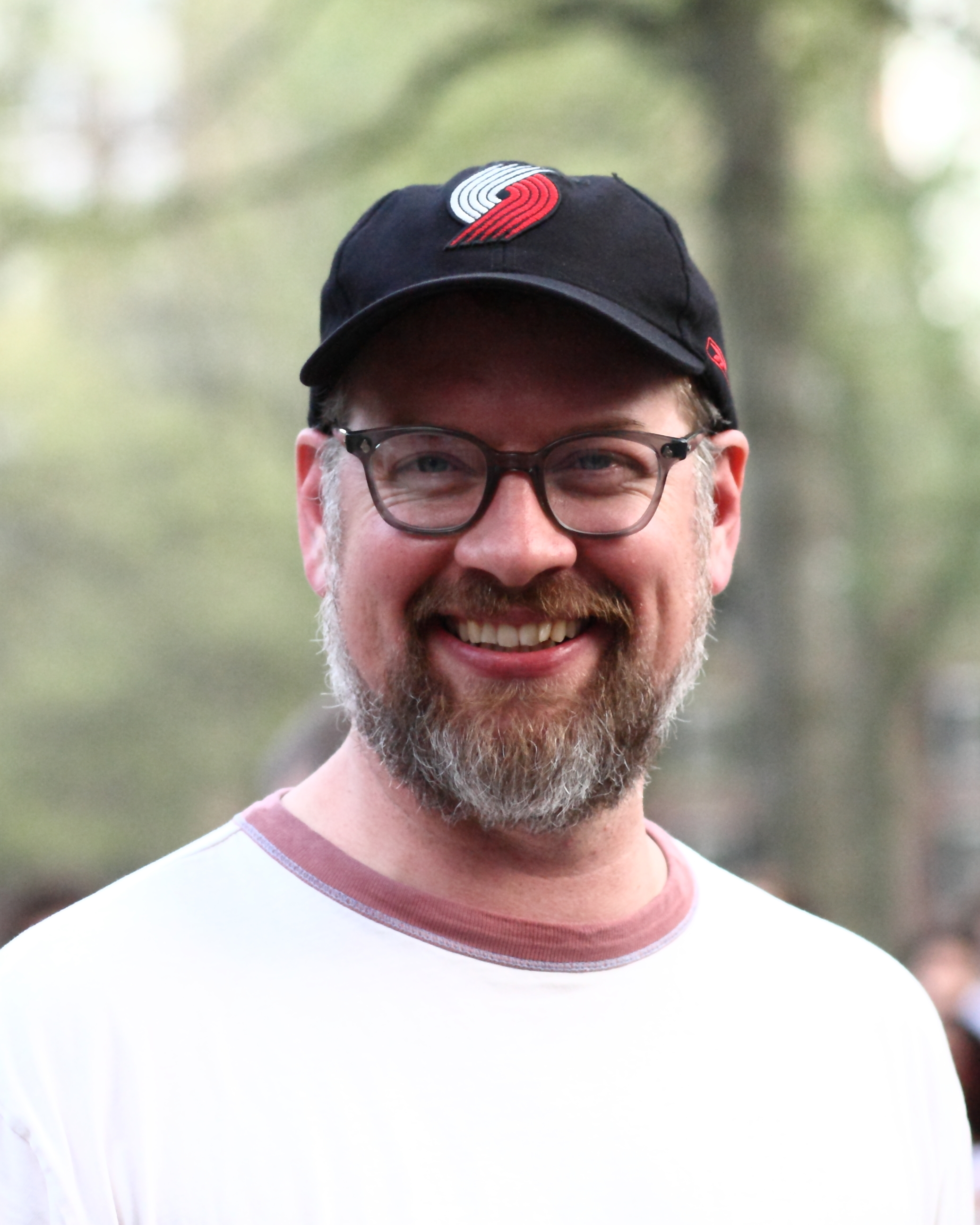
John Moen

Das Nebenprojekt Black Prairie der Bandmitglieder ohne Colin Meloy startete 2007. Zusammen mit der Sängerin und Violinistin Annalisa Tornfelt (ehemals Bearfoot) und dem Gitarristen Jon Neufeld (Dolorean) hat das Ensemble mittlerweile fünf Alben veröffentlicht; zuletzt erschien Fortune (2014).

### Ehemalige
- Jesse Emerson (E-Bass) – Her Majesty the Decemberists
- Ezra Holbrook – 5 Songs und Castaways and Cutouts (Schlagzeug, Begleitgesang), The Crane Wife (Begleitgesang)
- Rachel Blumberg (Schlagzeug, Gesang) – Her Majesty the Decemberists, Billy Liar, The Tain und Picaresque
- David Langenes (Gitarre)
- Petra Haden (Violine, Gesang) – Picaresque, Tochter des Jazz-Kontrabassisten Charlie Haden, ebenfalls bei der Picaresque Tour.
- Lisa Molinaro (Bratsche, Gitarre, Keyboards, Gesang) – bei den The Crane Wife Touren

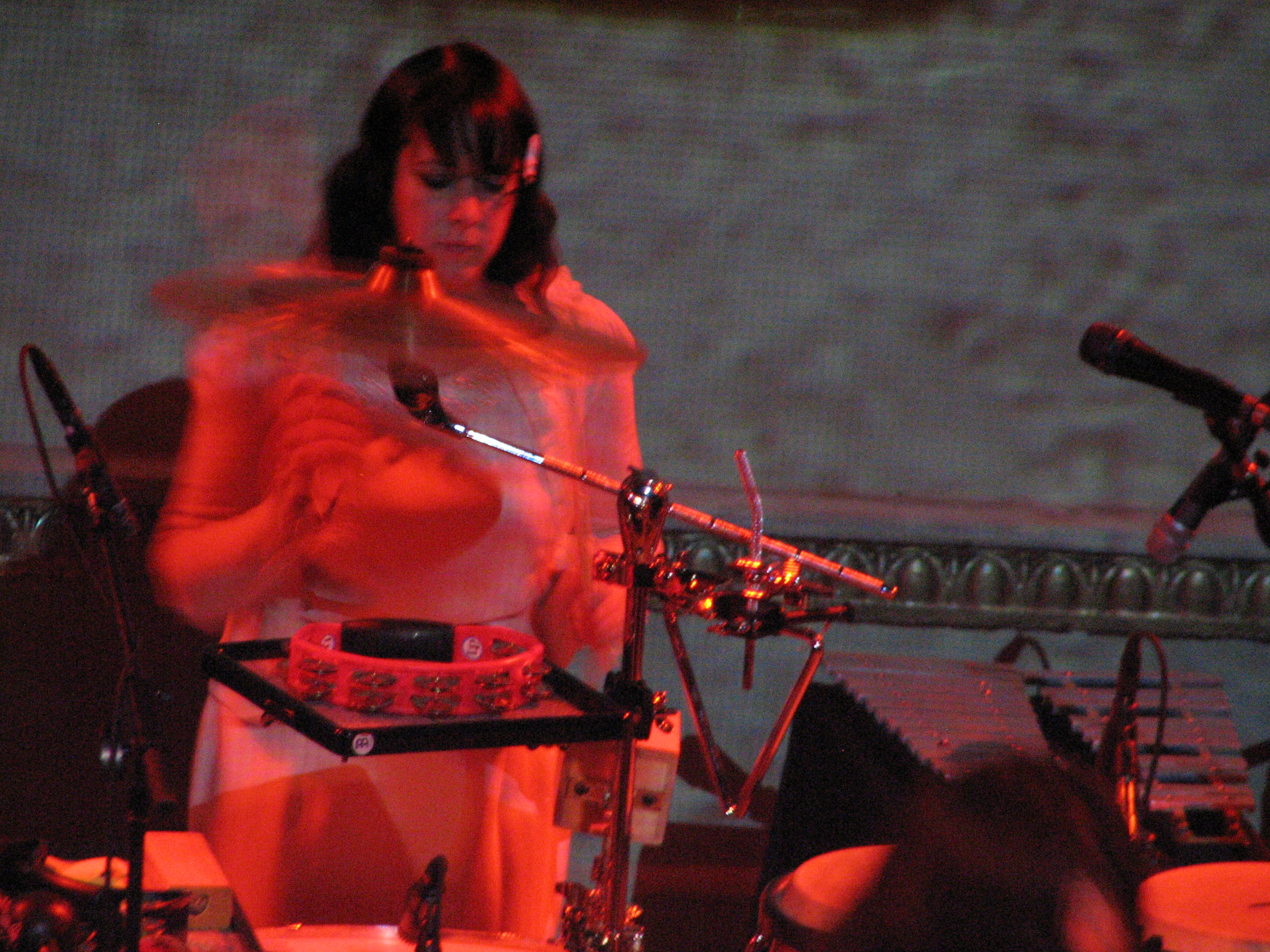
Rachel Blumberg
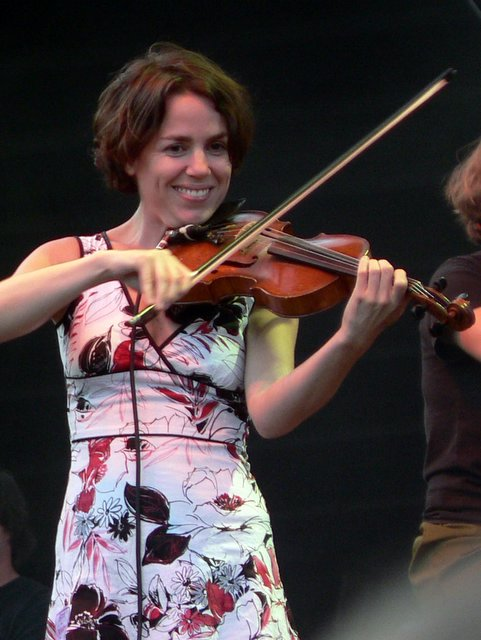
Petra Haden

### Gäste
- Laura Veirs – Duett bei Yankee Bayonet (The Crane Wife und der The Long and Short of It Tour)
- Shara Nova – Duett bei Yankee Bayonet Liveauftritten 2007. Außerdem singt sie die Waldkönigin auf dem Album The Hazards of Love, sowie während der A Short Fazed Hovel Tour
- Becky Stark – sie singt Margaret auf The Hazards of Love und ebenfalls während der A Short Fazed Hovel Tour
- Gillian Welch – Duett bei Down by the Water und anderen Songs auf The King Is Dead
- Sara Watkins – Während der Popes of Pendarvia World Tour zwischen Januar und März 2011[27]

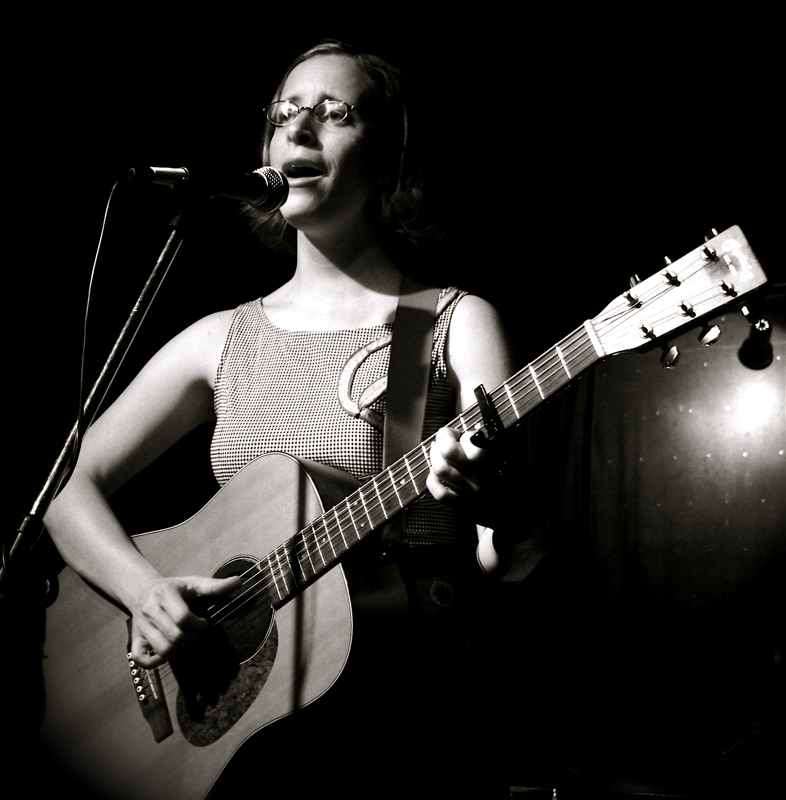
Laura Veirs
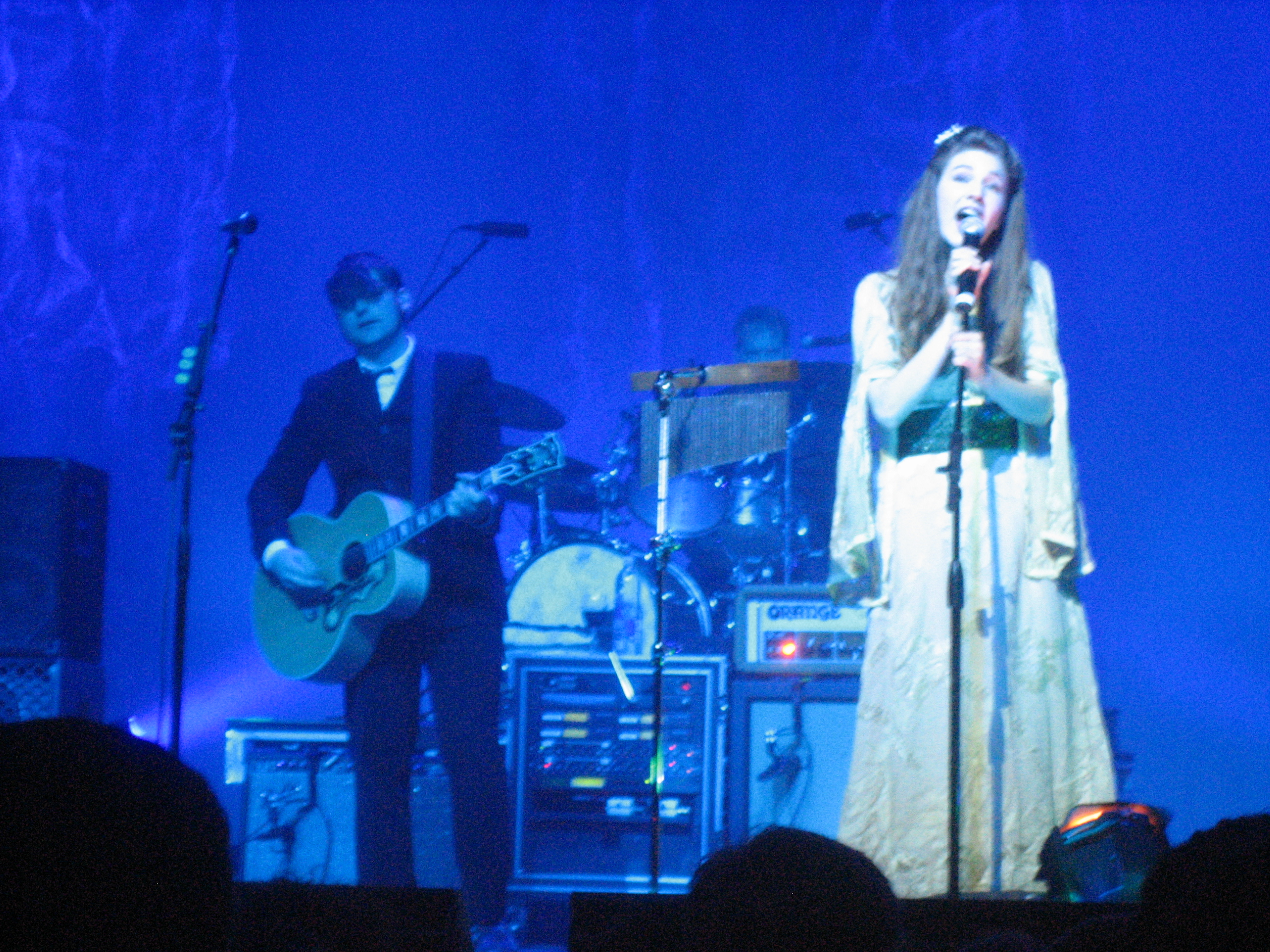
Becky Stark
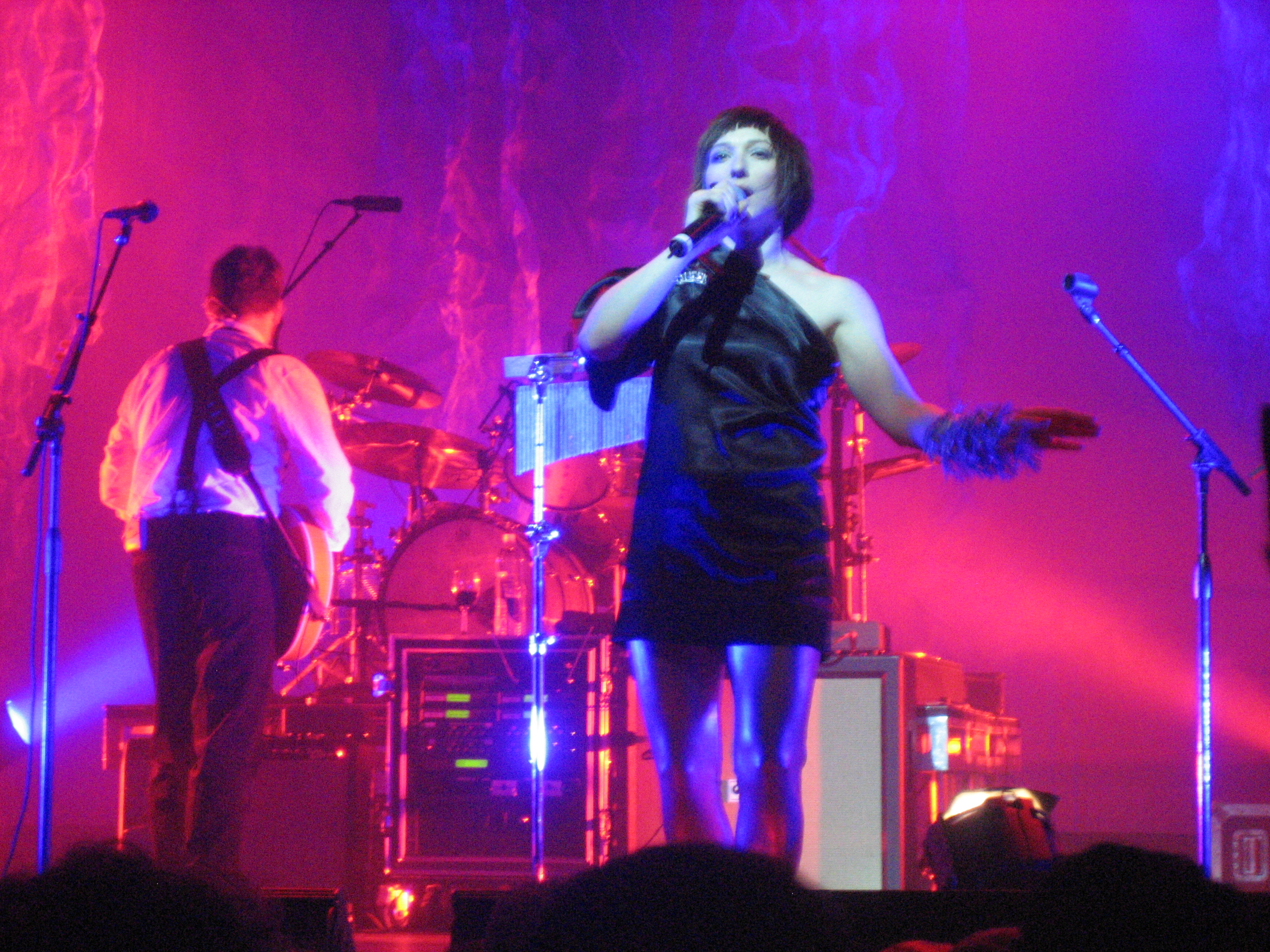
Shara Nova
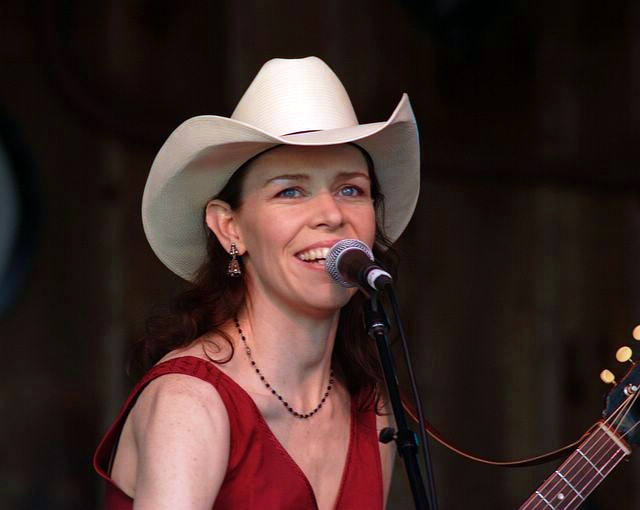
Gillian Welch
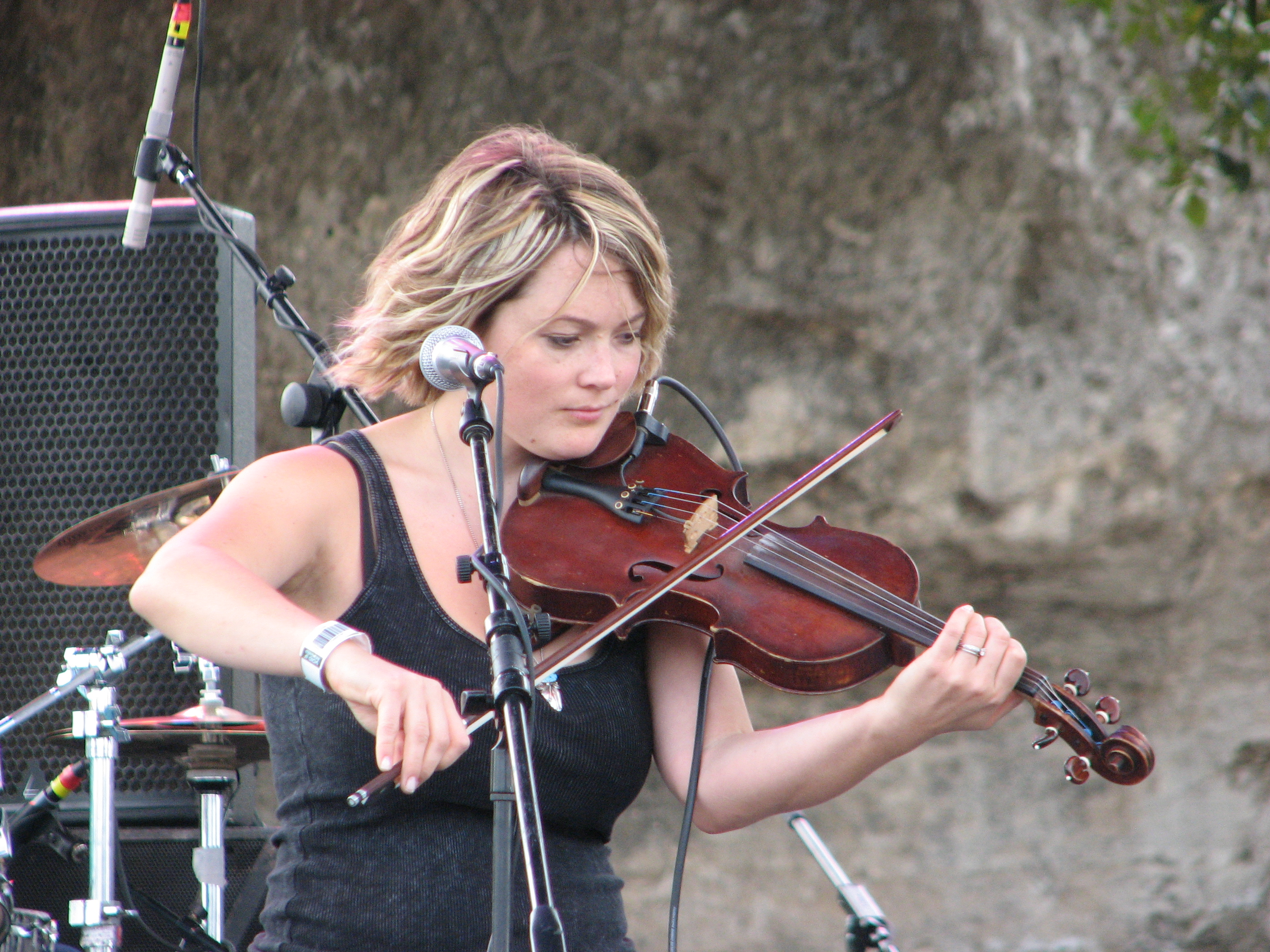
Sara Watkins

## Diskografie

### Studioalben
| Jahr | Titel                                         | Höchstplatzierung, Gesamtwochen, AuszeichnungChartplatzierungen (Jahr, Titel, Platzierungen, Wochen, Auszeichnungen, Anmerkungen) | Höchstplatzierung, Gesamtwochen, AuszeichnungChartplatzierungen (Jahr, Titel, Platzierungen, Wochen, Auszeichnungen, Anmerkungen) | Höchstplatzierung, Gesamtwochen, AuszeichnungChartplatzierungen (Jahr, Titel, Platzierungen, Wochen, Auszeichnungen, Anmerkungen) | Höchstplatzierung, Gesamtwochen, AuszeichnungChartplatzierungen (Jahr, Titel, Platzierungen, Wochen, Auszeichnungen, Anmerkungen) | Höchstplatzierung, Gesamtwochen, AuszeichnungChartplatzierungen (Jahr, Titel, Platzierungen, Wochen, Auszeichnungen, Anmerkungen) | Anmerkungen                             |
| Jahr | Titel                                         | DE | AT | CH | UK | US | Anmerkungen                             |
| ---- | --------------------------------------------- | --- | --- | --- | --- | --- | --------------------------------------- |
| 2002 | Castaways and Cutouts                         | — | — | — | — | — | Erstveröffentlichung: 21. Mai 2002      |
| 2003 | Her Majesty the Decemberists                  | — | — | — | — | — | Erstveröffentlichung: 9. September 2003 |
| 2005 | Picaresque                                    | — | — | — | — | US128 (2 Wo.)US | Erstveröffentlichung: 22. März 2005     |
| 2006 | The Crane Wife                                | — | — | — | — | US35 (17 Wo.)US | Erstveröffentlichung: 3. Oktober 2006   |
| 2009 | The Hazards of Love                           | — | — | — | UK50 (1 Wo.)UK | US14 (14 Wo.)US | Erstveröffentlichung: 24. März 2009     |
| 2011 | The King Is Dead                              | DE41 (3 Wo.)DE | AT52 (2 Wo.)AT | CH58 (2 Wo.)CH | UK24 (3 Wo.)UK | US1 Gold · (26 Wo.)US | Erstveröffentlichung: 18. Januar 2011   |
| 2015 | What a Terrible World, What a Beautiful World | DE37 (2 Wo.)DE | AT23 (2 Wo.)AT | CH27 (1 Wo.)CH | UK13 (4 Wo.)UK | US7 (8 Wo.)US | Erstveröffentlichung: 20. Januar 2015   |
| 2018 | I’ll Be Your Girl                             | DE55 (1 Wo.)DE | AT24 (1 Wo.)AT | — | UK8 (1 Wo.)UK | US9 (2 Wo.)US | Erstveröffentlichung: 16. März 2018     |
| 2024 | As It Ever Was, So It Will Be Again           | DE46 (1 Wo.)DE | AT69 (1 Wo.)AT | CH97 (1 Wo.)CH | UK92 (1 Wo.)UK | US89 (1 Wo.)US | Erstveröffentlichung: 14. Juni 2024     |

### Gemeinschaftsalben
- 2017: The Queen of Hearts (mit Olivia Chaney als Offa Rex)

### Livealben
- 2012: We All Raise Our Voices to the Air (Live Songs 04.11–08.11)
- 2020: Live Home Library, Vol 1: August 11, 2009, Royal Oak Music Theatre

### EPs
| Jahr | Titel              | Höchstplatzierung, Gesamtwochen, AuszeichnungChartsChartplatzierungen (Jahr, Titel, Platzierungen, Wochen, Auszeichnungen, Anmerkungen) | Anmerkungen                            |
| Jahr | Titel              | US | Anmerkungen                            |
| ---- | ------------------ | --- | -------------------------------------- |
| 2011 | iTunes Session     | US117 (1 Wo.)US | Erstveröffentlichung: 2. August 2011   |
| 2011 | Long Live the King | US44 (2 Wo.)US | Erstveröffentlichung: 1. November 2011 |
| 2015 | Florasongs         | US64 (1 Wo.)US | Erstveröffentlichung: 9. Oktober 2015  |

Weitere EPs
- 2001: 5 Songs
- 2005: The Tain
- 2006: Picaresqueties
- 2006: Connect Sets (exklusiv für Sony Connect)
- 2006: Live from SoHo (exklusiv für iTunes)
- 2011: Live at Bull Moose
- 2018: Traveling On

### Singles
- 2004: Billy Liar
- 2005: Sixteen Military Wives
- 2007: O Valencia!
- 2007: The Perfect Crime #2
- 2008: Always the Bridesmaid: Volume I
- 2008: Always the Bridesmaid: Volume II
- 2008: Always the Bridesmaid: Volume III
- 2009: The Rake’s Song
- 2010: Down by the Water
- 2010: January Hymn/Row Jimmy
- 2011: This Is Why We Fight
- 2012: Calamity Song
- 2012: One Engine
- 2014: Make You Better
- 2018: Severed
- 2024: Burial Ground (feat. James Mercer)
- 2024: Joan in the Garden

### Videoalben
- 2007: The Decemberists: A Practical Handbook
- 2009: Here Come the Waves: The Hazards of Love Visualized